# Policja NDH
Policja NDH (chor. Redarstvena straža) – struktura siłowa policyjna w Niepodległym Państwie Chorwackim (NDH) podczas II wojny światowej.
Powstała natychmiast po zajęciu Jugosławii przez wojska osi w kwietniu 1941 r. poprzez przejęcie dotychczasowej struktury policji i usunięciu z niej Serbów zastąpionych przez Chorwatów. Jej szefem 5 listopada mianowano płk ustaszy Franjo Lukača. Została podporządkowana Dyrektoriatowi Porządku Publicznego i Bezpieczeństwa Ministerstwa Spraw Wewnętrznych, na czele którego stał ppłk ustaszy Dido Kvaternik. W skład policji wchodzili oficerowie, podoficerowie i gwardziści. Podoficerowie pełnili rolę agentów policyjnych, działających też w cywilnych ubraniach. Liczebność formacji wynosiła ok. 5 tys. ludzi. Przed werbunkiem sprawdzała ich Urząd Bezpieczeństwa Ustaszy (UNS), będąca odpowiednikiem niemieckiego Gestapo/SD. Funkcjonariusze policji mieli obowiązek asystować agentom UNS w akcjach poszukiwawczych politycznych przeciwników, przewożeniu ich do obozów, uczestniczeniu w egzekucjach itp.
W kwietniu 1942 r. założono w Zagrzebiu Centralną Szkołę Policyjną (Središnja redarstvena škola). Jej komendantem został mjr policji Josip Karbe (Karba). Szkolenie trwało 1 rok i obejmowało używanie broni piechoty, w tym karabinów maszynowych, naukę jazdy motocyklem, techniki policyjne. Pierwszy kurs liczył 240 studentów, podzielonych na trzy kompanie po 80 ludzi każda.